# کبیرلی (ترتر)
کبیرلی (به لاتین: Kəbirli) یک منطقه مسکونی در جمهوری آذربایجان است که در شهرستان ترتر واقع شده است. کبیرلی ۷۰۲ نفر جمعیت دارد.